# 克勒宁
克勒宁是德国巴伐利亚州的一个市镇。总面积39.60平方公里，总人口1917人，其中男性966人，女性951人（2011年12月31日），人口密度48人/平方公里。